# Walter Köstner
Walter Köstner (* 28. Juni 1936 in Bayreuth) ist ein ehemaliger deutscher Fechter. Er gewann vier deutsche Meisterschaften im Säbelfechten und eine mit dem Degen. Köstner nahm an drei Olympischen Spielen (1960, 1964 und 1968) teil. Er wechselte mehrmals den Verein; zuerst focht er in seinem Geburtsort beim TS Bayreuth, später beim FR Nürnberg, für den MTV München, den FC Berlin-Grunewald und den FCR Hamburg.

## Erfolge
Köstner erlernte das Fechten von seinem Vater und war schon als Jugendlicher erfolgreich. Mit sechzehn Jahren war er Mitglied der Mannschaft des TS Bayreuth, die die Deutschen Mannschaftsmeisterschaften 1952 im Degenfechten gewann. Er gewann 1957 die deutschen Juniorenmeisterschaften im Säbel und im Degen, 1958 verteidigte er den Titel im Säbel noch einmal. Als Junior gewann er 1957 die Bronzemedaille bei den deutschen Meisterschaften im Säbelfechten, 1958 wurde er deutscher Meister mit dem Degen. Es folgten vier weitere deutsche Meisterschaften im Säbel in den Jahren 1964, 1967, 1968 und 1969.
Im Jahre 1960 nahm Köstner an den Olympischen Sommerspielen in Rom teil. Mit der Degenmannschaft belegte er den geteilten fünften Platz, im Säbeleinzel schied er in der dritten von fünf Runden aus. Bei den Olympischen Sommerspielen 1964 in Tokio kam Köstner im Säbeleinzel ins Finale der letzten acht Fechter und teilte sich den siebten Platz mit seinem Landsmann Dieter Wellmann. Die Säbelmannschaft belegte den sechsten Platz. 1968 in Mexiko-Stadt nahm Köstner noch einmal an den Olympischen Spielen im Säbeleinzel und mit der Säbelmannschaft teil. Die Mannschaft wurde Fünfte, im Einzel schied er in der zweiten Runde aus.